# Теплоснабжение Екатеринбурга
Теплоснабжение Екатеринбурга — это процесс надёжного обеспечения теплом в объёме, необходимом для функционирования Екатеринбургской агломерации.
Теплоснабжение города Екатеринбурга (объекты жилфонда и соцкультбыта) осуществляется от 102 теплоисточников, из которых 40 муниципальных и 62 ведомственных.
Система теплоснабжения Муниципального образования «город Екатеринбург» является одной из крупнейших в России. Процесс теплоснабжения включает:
1. Производство тепловой энергии;
2. Транспортировка тепловой энергии (магистральные сети, распределительные тепловые сети, квартальные тепловые сети);
3. Потребление тепловой энергии.

В городе Екатеринбурге центральным отоплением оборудовано около 23 млн м2 жилой площади (96 % жилого фонда города), горячим водоснабжением около 21,5 млн м2 жилой площади (90 % жилого фонда).
Суммарная установленная мощность теплоисточников Екатеринбурга составляет 8 327 Гкал/ч, располагаемая мощность — 6 800 Гкал/ч, подключенная мощность — 5 422 Гкал/ч.
Система теплоснабжения Екатеринбурга работает по открытой схеме.

## Производство тепловой энергии
Схему теплоснабжения Муниципального образования «город Екатеринбург» принципиально возможно разбить на 5 основных зон теплоснабжения:
- центральная зона теплоснабжения;
- зона теплоснабжения «Вторчермет»;
- зона теплоснабжения «Сортировочный»;
- зона теплоснабжения от котельной ОАО «Уралхиммаш»;
- источники отдалённых территорий.

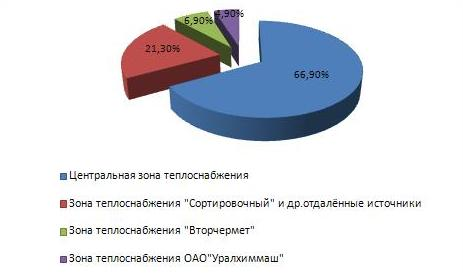
Распределение зон теплоснабжения в городе Екатеринбурге (от общей подключенной нагрузки

Система теплоснабжения централизованной зоны Екатеринбурга является крупнейшей в области и обеспечивается от 8 источников тепла:
- Свердловская ТЭЦ, Ново-Свердловская ТЭЦ, Гурзуфская котельная, Кировская котельная, котельная АкадемЭнерго (ОАО «ТГК-9» («КЭС-Холдинг»));
- Среднеуральская ГРЭС (ОАО «Энел Россия»);
- ТЭЦ УМП (ЗАО «Уралметпром»);
- ТЭЦ Фронтовых бригад,18 (МУП «Екатеринбургэнерго»).

Кировская котельная работает в пиковом режиме с Ново-Свердловской ТЭЦ.
Суммарный объём потребления тепловой энергии центральной зоны теплоснабжения составляет 66,9 % всей тепловой нагрузки города (около 3 500 Гкал/час).
Крупнейшие источники системы централизованного теплоснабжения МО «город Екатеринбург» являются Среднеуральская ГРЭС (СУГРЭС) (подключенная нагрузка 1130,7 Гкал/ч) и Ново-Свердловская ТЭЦ (подключенная нагрузка совместно с Кировской котельной 924,8 Гкал/ч).

## Транспортировка тепловой энергии
Тепловые сети и оборудование объединяют источники тепла в единую структуру теплоснабжения города.
Основными теплосетевыми компаниями в Екатеринбурге являются «Екатеринбургэнерго» и Свердловский филиал ОАО «ТГК-9» «КЭС-Холдинг»).
Магистральные тепловые сети Екатеринбурга находятся в ведении ООО «Свердловская теплоснабжающая компания», входящей в ОАО «ТГК-9» («КЭС-Холдинг»). Магистральные тепловые сети от всех источников тепла в целях надёжности закольцованы. Это позволяет осуществить резервную подачу тепла при авариях на тепломагистралях за счёт совместной работы источников и связей между магистралями. Протяжённость магистральных тепловых сетей — 206,33 км (в двухтрубном исчислении).
Распределительные и квартальные сети принадлежат МУП «Екатеринбургэнерго». Протяжённость распределительных тепловых сетей (в однотрубном исчислении) 2851,20 км.
Структура магистральных сетей (по способу прокладки):
- подземные — 106,03 км;
- надземные — 100,3 км.

Средний диаметр магистральных трубопроводов составляет 798 мм, распределительных и квартальных сетей — 177 мм.
В работу системы теплоснабжения Екатеринбурга входят также 12 насосных станций, 33 бака-аккумулятора горячей воды, 405 тепловых пунктов.

## Потребление тепловой энергии
В 2012 году общая численность населения города Екатеринбурга составила 1 386 500 человек.
Тепловая нагрузка жилищно-коммунального сектора Екатеринбурга составляет примерно 3800 гигакалорий в час.
Основными потребителями тепловой энергии в Екатеринбурге являются промышленные предприятия и население в виде отопительно-вентиляционной нагрузки, нагрузки горячего водоснабжения и технологической нагрузки промпредприятий.

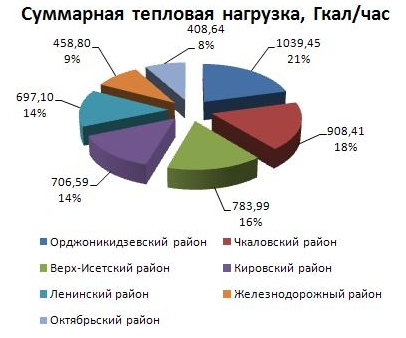
Соотношение суммарных тепловых нагрузок по административным районам города Екатеринбурга
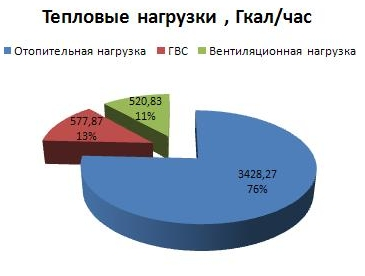
Соотношение тепловых нагрузок по видам теплопотребления в городе Екатеринбурге

## Развитие
Екатеринбург занимает одно из лидирующих мест в России по экономическому развитию. В целях обеспечения устойчивого развития надёжного и безопасного теплоснабжения потребителей в городе Екатеринбурге реализуются проекты по развитию теплоснабжения города — Стратегический проект «Развитие теплоисточников, магистральных и городских тепловых сетей», целевая программа «Екатеринбург — энергоэффективный город», инвестиционная программа «Развитие системы теплоснабжения ЕМУП „Тепловые сети“ на период с 2009 по 2013 годы».

### Переход на закрытую схему ГВС
07.12.2011 был принят федеральный закон № 417-ФЗ, согласно которому «с 1 января 2022 года использование централизованных открытых систем теплоснабжения (горячего водоснабжения) для нужд горячего водоснабжения, осуществляемого путём отбора теплоносителя на нужды горячего водоснабжения, не допускается». Это означает переход на новую схему теплоснабжения, называемой закрытой. Закрытая схема ГВС предусматривает, что холодная вода из наружной водопроводной сети подаётся в теплообменник, нагревается до необходимой температуры, а затем посредством насосов транспортируется потребителям.
В связи с этим в МО «город Екатеринбург» разрабатываются перспективные варианты развития систем теплоснабжения, которые предусматривают поэтапное обособление зон действия источников тепла.

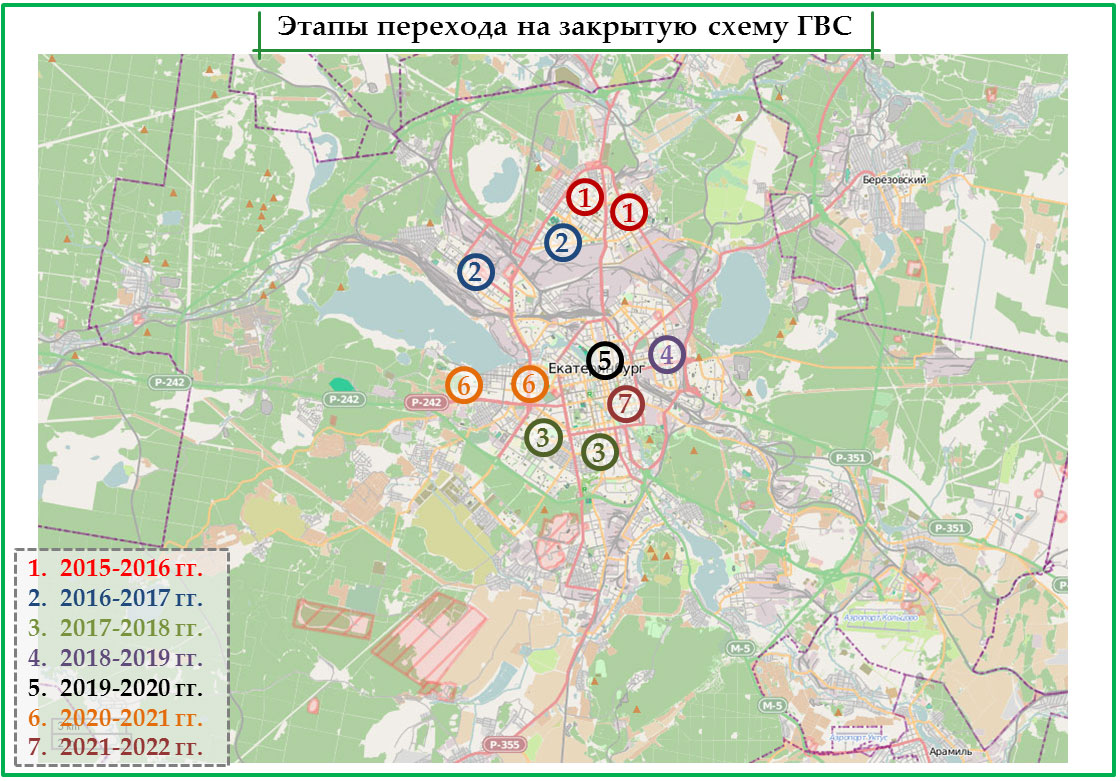
Поэтапный переход на закрытую схему ГВС в городе Екатеринбурге